# Hubert Boelens
Hubert Boelens was een Belgische politicus en brouwer.

## Biografie
Boelens groeide op in een brouwersfamilie. Zijn vader Henri Boelens had in 1897 de Brouwerij De Meester-Boelens overgenomen onder de naam Brouwerij Boelens-De Meester. Kort voor de Tweede Wereldoorlog overleed zijn vader en Hubert Boelens nam de brouwerij over in 1944. Ook zijn echtgenote Maria Lecocq kwam uit een brouwersfamilie, die de Brouwerij Lecocq in Sinaai bezat. In 1980 nam hun zoon Kris Boelens de brouwerij over.
Boelens werd actief in het sociaal en politiek leven in Belsele en in 1948 werd hij er burgemeester. Hij bleef burgemeester tot 1958, waarna hij nog een tijd als gemeenteraadslid zetelde.